# Susi Hyldgaard

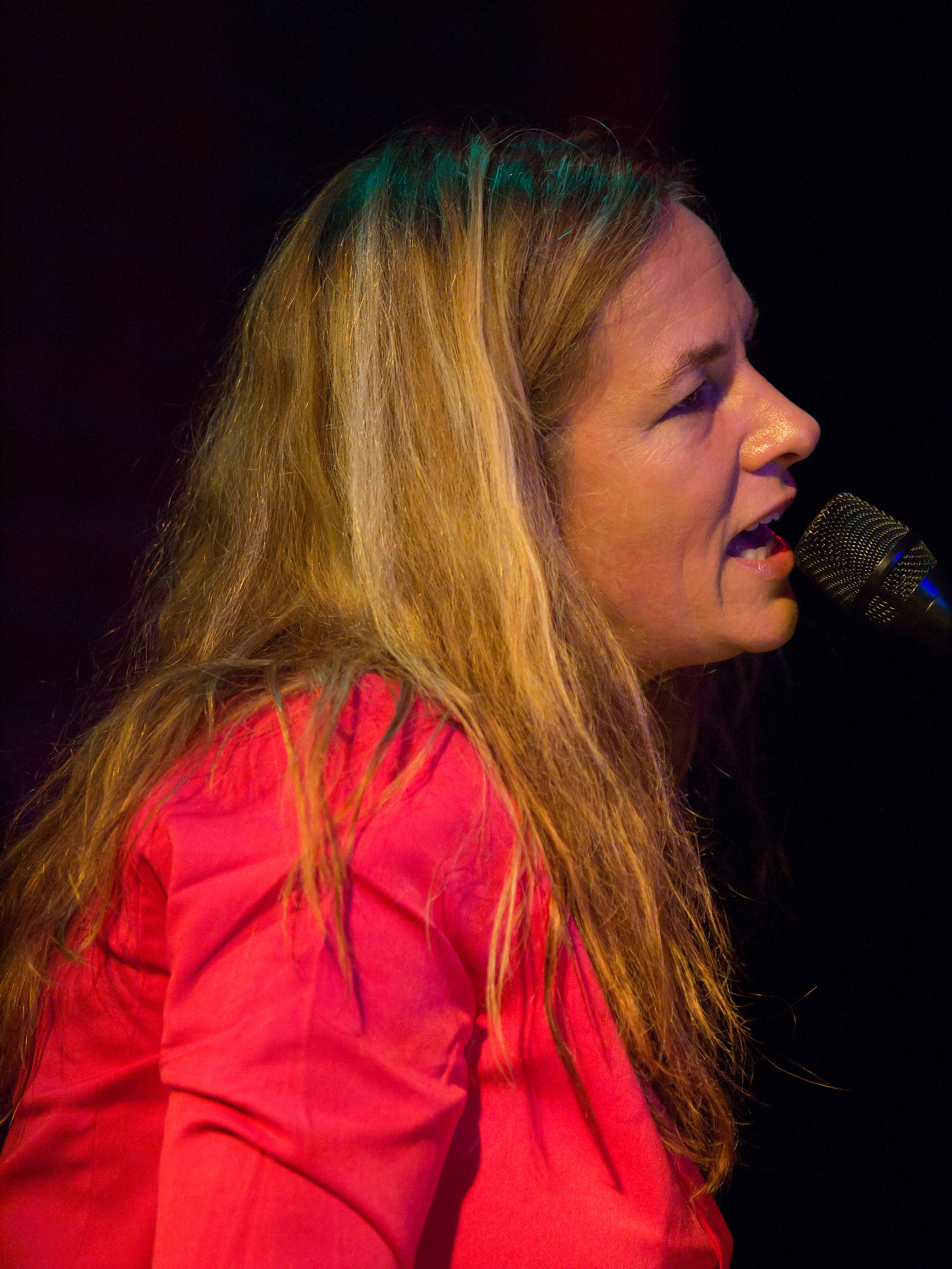
Susi Hyldgaard im Jazzclub Unterfahrt (München 2011)

Susi Hyldgaard (* 17. Juni 1963 in New York City; † 21. Januar 2023) war eine dänische Jazzsängerin, -pianistin und -komponistin.

## Leben und Karriere
Die Tochter eines Jazzenthusiasten und Kontrabassisten zog mit ihrer Familie im Alter von fünf Jahren zurück nach Dänemark, wo sie eine klassische Klavierausbildung erhielt. Im Haus der Großeltern hatte sie ein Umfeld, das sie gleichermaßen förderte wie forderte. Sie studierte Musik an der Universität Kopenhagen und am Berklee College of Music in Boston. Sie arbeitete zunächst als Journalistin für den dänischen Rundfunk; auch produzierte sie Soundscapes und Klang-Reportagen. 
Erst spät hat Hyldgaard ihren Gesang entdeckt; 1996 veröffentlichte sie ihr erstes Album My Female Family. Für ihr zweites Album Something Special Just for You erhielt sie 2000 den dänischen Grammy als Best Jazz Newcomer. Als Individualistin suchte sie betont eigenständige Grenzgänge zwischen Jazz und elektronischem Pop.
Neben ihren Aufnahmen unternahm Hyldgaard Tourneen durch Europa und Kanada und arbeitete u. a. mit Niels-Henning Ørsted Pedersen, Nils Landgren und Dalia Faitelson. Mit Per Jørgensen und Robert Wyatt trat sie in Michael Mantlers Bearbeitung von Paul Austers Stück Hide and Seek in Kopenhagen und Berlin auf. Gerne sang sie aber auch amerikanische Standards.
Hyldgaard wirkte aber auch als Psychotherapeutin. Mit Dorte Schou schrieb sie das Buch Lorteklubben, in dem informativ und humorvoll zugleich das Thema Stuhlgang und Toilettenbesuch für Kinder aufgearbeitet und enttabuisiert wurde.
Weiterhin war Hyldgaard sechs Jahre lang Vorsitzende der Dansk Komponistforening, des dänischen Komponistenverbandes, und engagierte sich in der dänischen Verwertungsgesellschaft Komponistrettigheder i Danmark. 
2019 wurde bei Hyldgaard ein Hirntumor diagnostiziert. Wie ihre Familie mitteilte, starb sie am 21. Januar 2023 im Alter von 59 Jahren.

## Diskographie
- My Female Family, 1996
- Something Special Just For You mit Jannik Jensen, 1999
- Home Sweet Home, 2002
- Blush mit Steve Argüelles, Suzanne Carstensen, Dickon Hinchliffe, Jannik Jensen, 2005
- Magic Words mit Aldo Romano, Jannik Jensen, Carsten Sønderskov, Niels Ehrhardt, Erling Kroner, Kasper Winding, 2007
- It’s Love We Need mit der NDR Bigband, 2009
- Dansk, 2011
- Ved du godt det – Om dyr, 2011